# Liste jüdischer Pilgerstätten

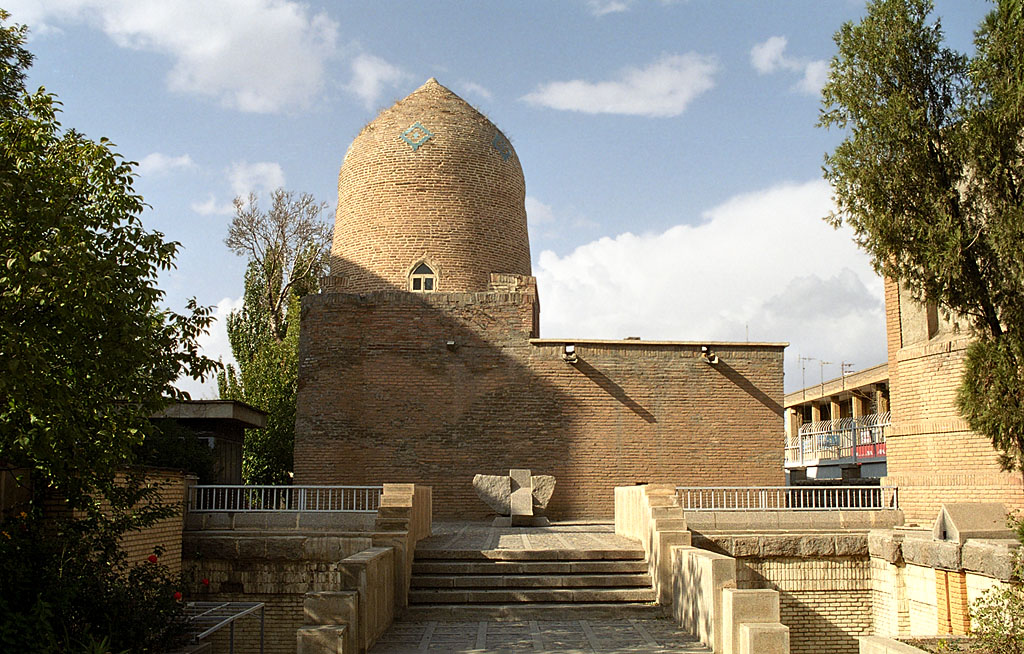
Mausoleum von Esther und Mordechai

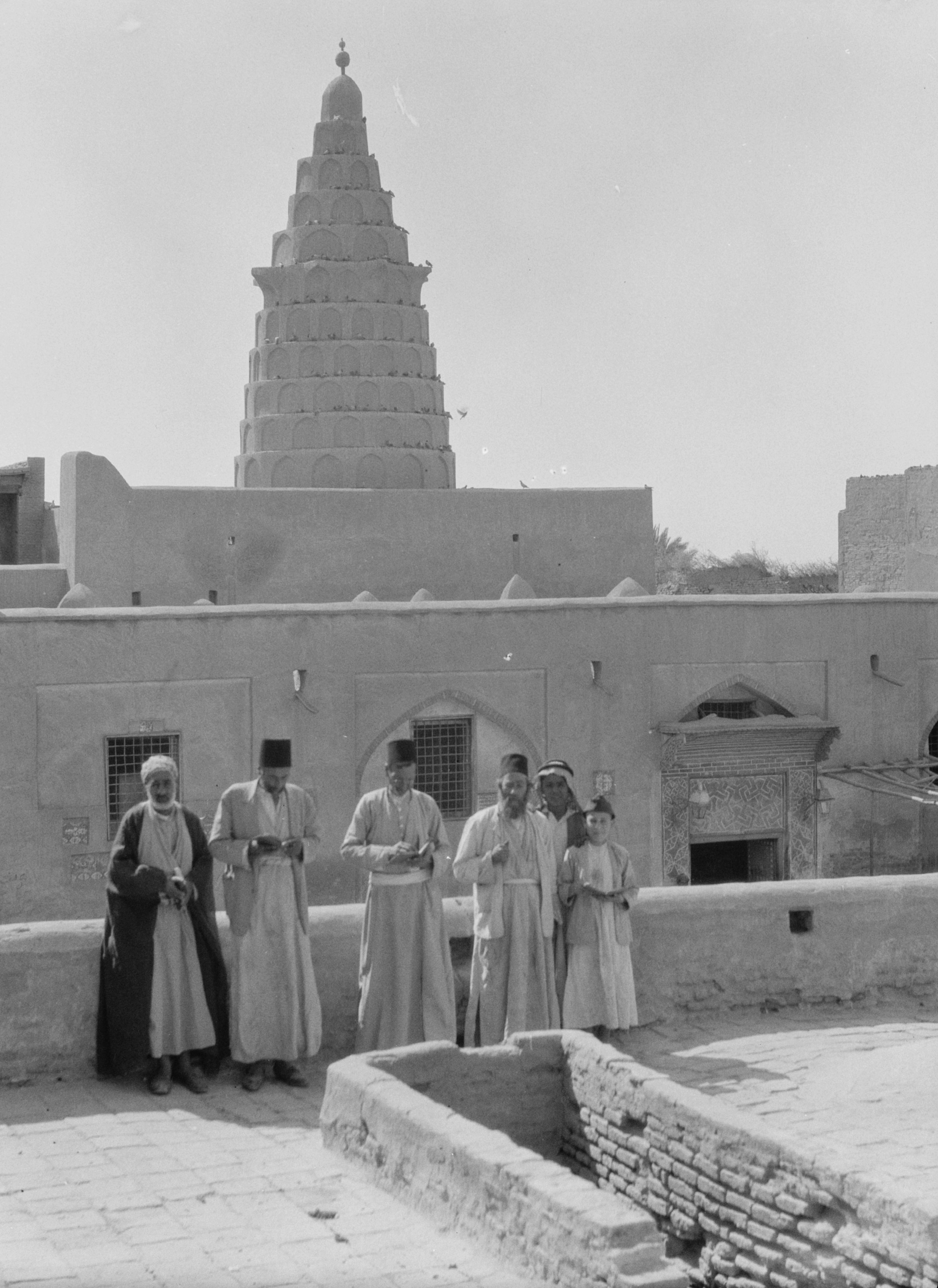
Hesekiels Grab

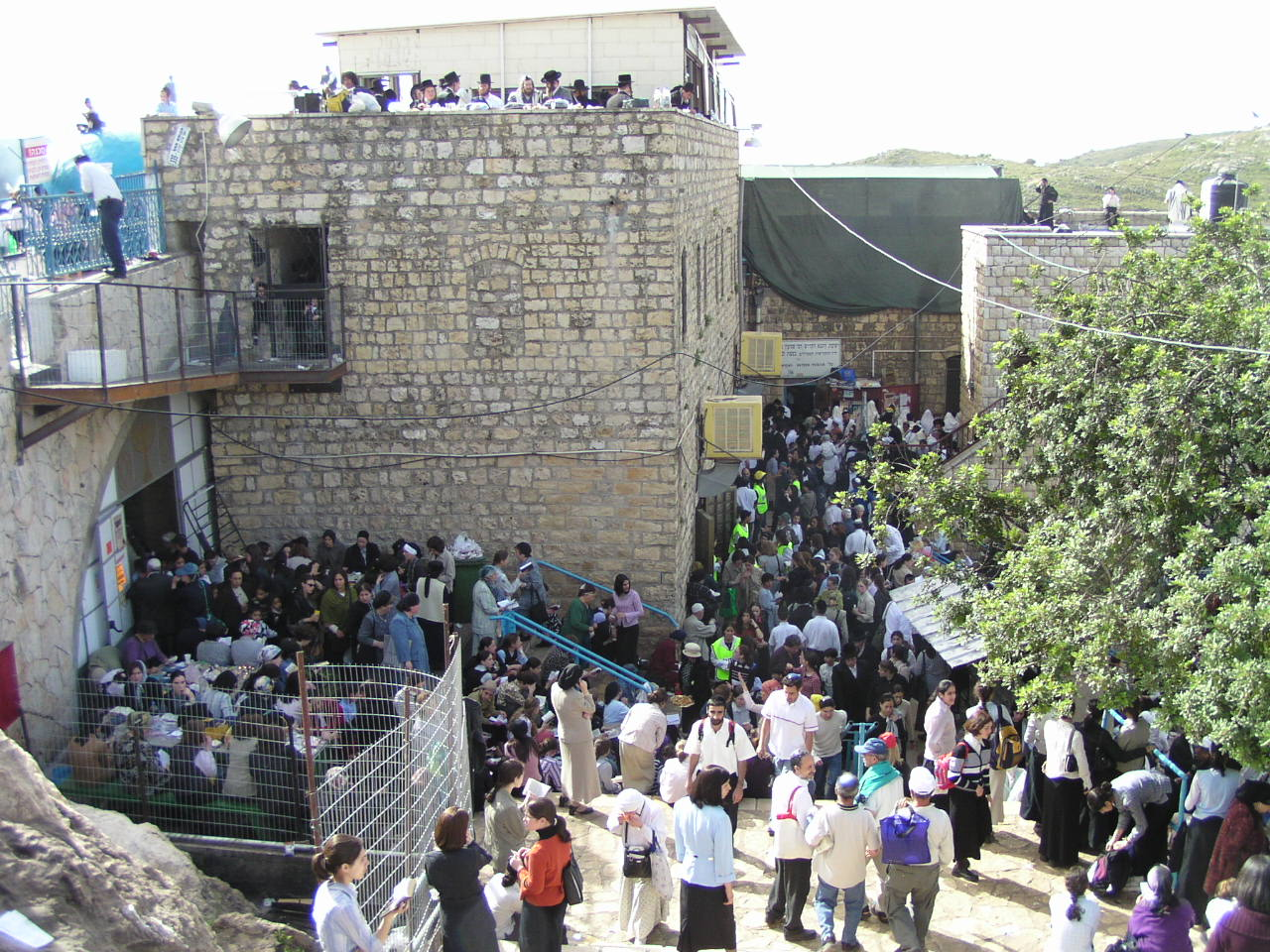
Grab von Rabbi Schimon ben Jochai an Lag baOmer

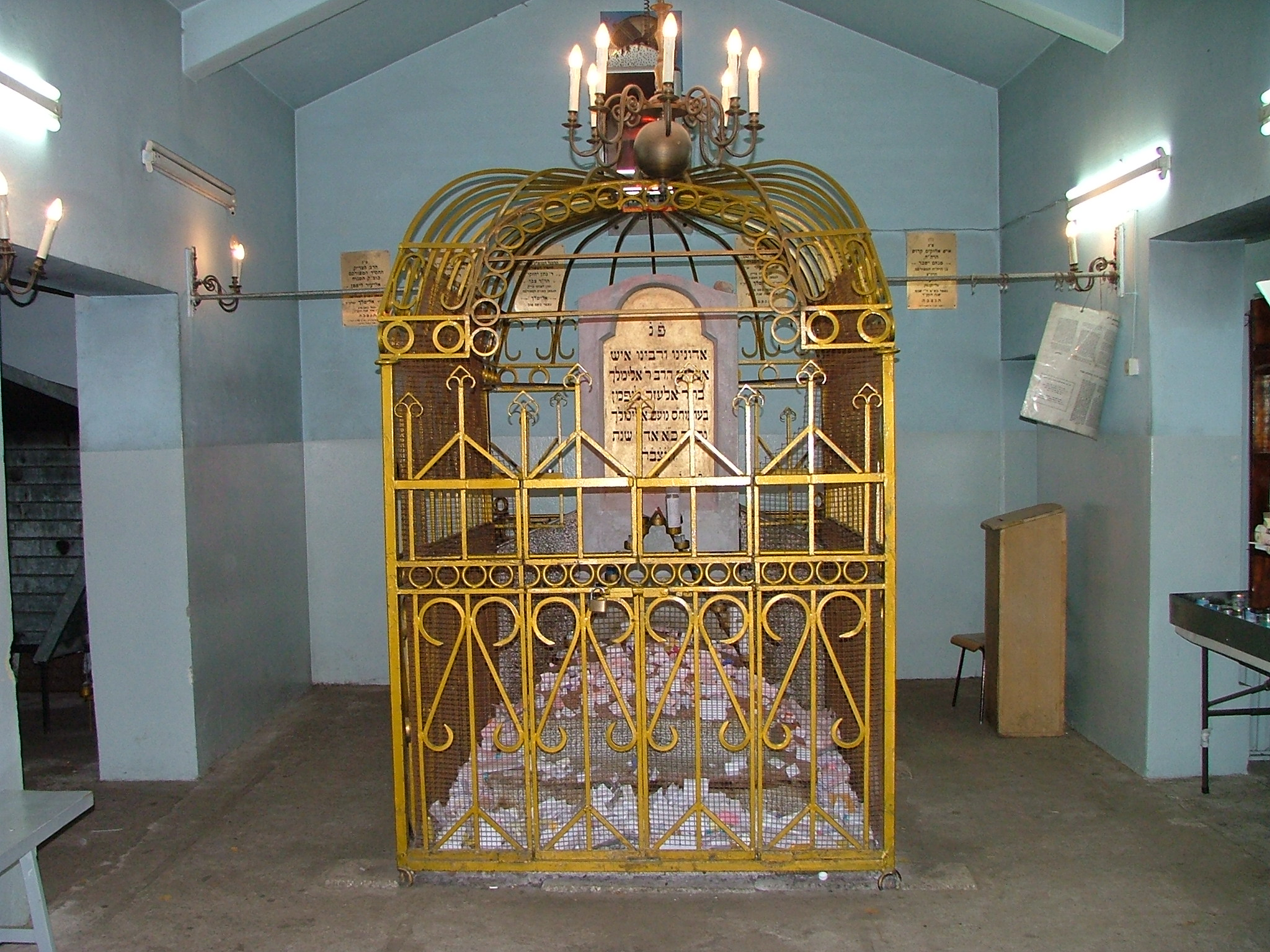
Ohel von Elimelech von Lyschansk

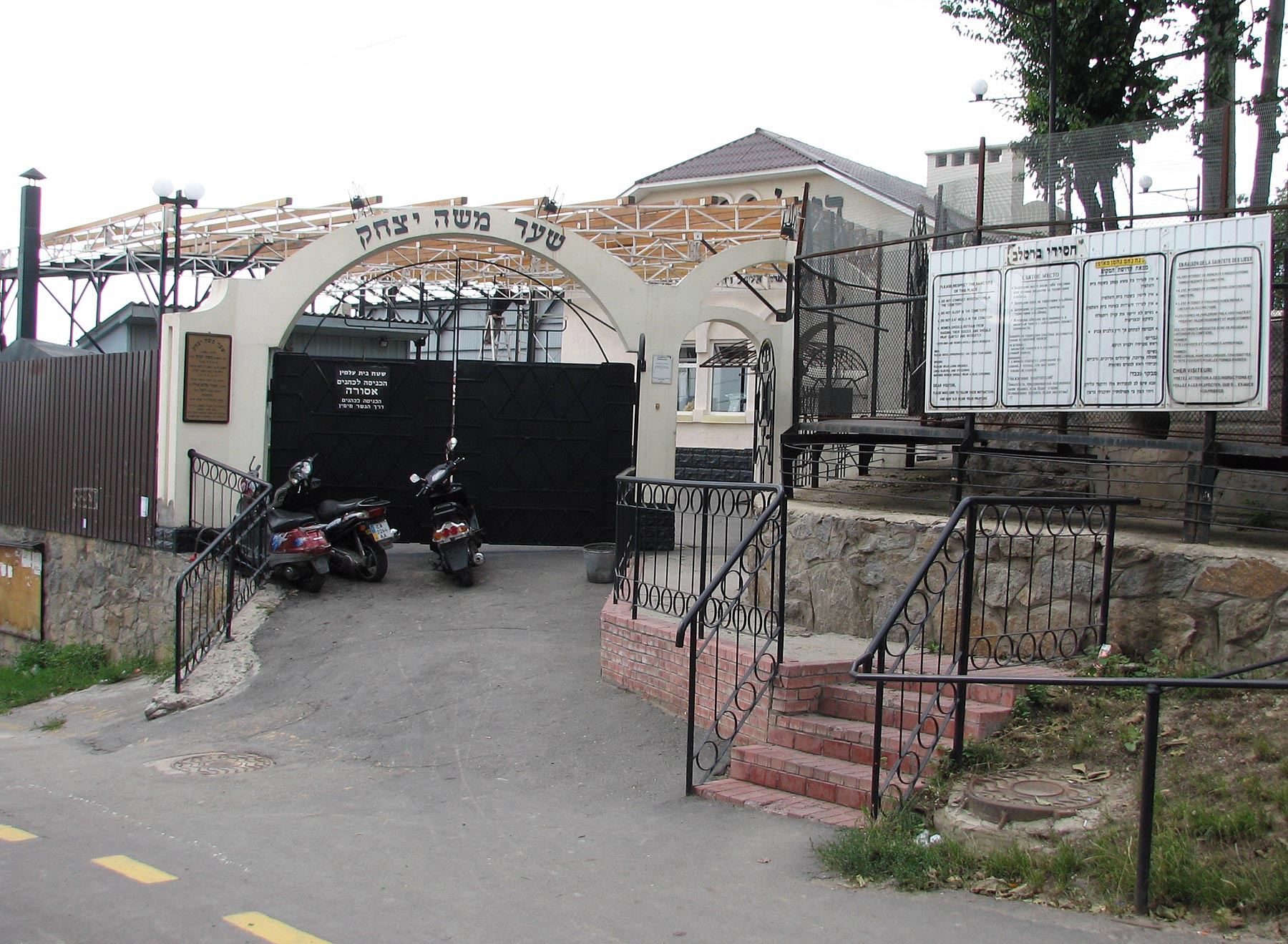
Eingang zum Grab von Rabbi Nachman in Uman

Dies ist eine Liste jüdischer Pilgerstätten. Zu jüdischen Pilgerstätten zählen insbesondere Gräber wie die der Zaddikim in Israel, aber auch Gräber und traditionelle Stätten in vielen anderen Regionen. Die vier Heiligen Städte im Judentum sind Jerusalem, Hebron, Safed und Tiberias.

## Übersicht
- Grab des Baba Sali, Netiwot, Israel
- Grab des Benjamin, Kfar Saba, Israel
- Damanhur, Ägypten
- Grab der Esra, Irak
- Grab von Esther und Mordechai, Hamadan, Iran
- Grab des Daniel, in Susa, Iran
- Davidsgrab, Jerusalem
- Al-Ghriba-Synagoge auf Djerba, Tunesien
- Grab des Ezechiel, Al Kifl, Irak
- Synagoge von Dschobar, Damaskus, Syrien
- Josefs Grab
- Kafr Bir'im
- Kifl Haris
- Grab des Hiob
- Grab des Joshua, Kifl Hares
- Grab des Elimelech von Lyschansk in Leżajsk, Galizien, Polen
- Machpela, Hebron
- Grab des Maimonides in Tiberias, Israel
- Grab der Matriarchen
- Grab der Propheten Haggai, Sacharja und Maleachi
- Grab des Rabbi Nachman, Uman, Ukraine
- Ouezzane, Marokko
- Grab von Rachel, der Ehefrau von Rabbi Akiba in Tiberias, Israel
- Rahels Grab, Bethlehem
- Felshöhle des Nachmanides
- Safi, Marokko
- Grab des Samuel
- Grab des Schimon ben Jochai, Meron
- Grab Simons des Gerechten, Jerusalem
- Silistra, Bulgarien (Grab des Elieser Papo)
- Grab von Sidi Rabbi Yahia Lakhdar, El Mellah, Ben Ahmed, bei Casablanca, Marokko